# الغزو البروسي لهولندا

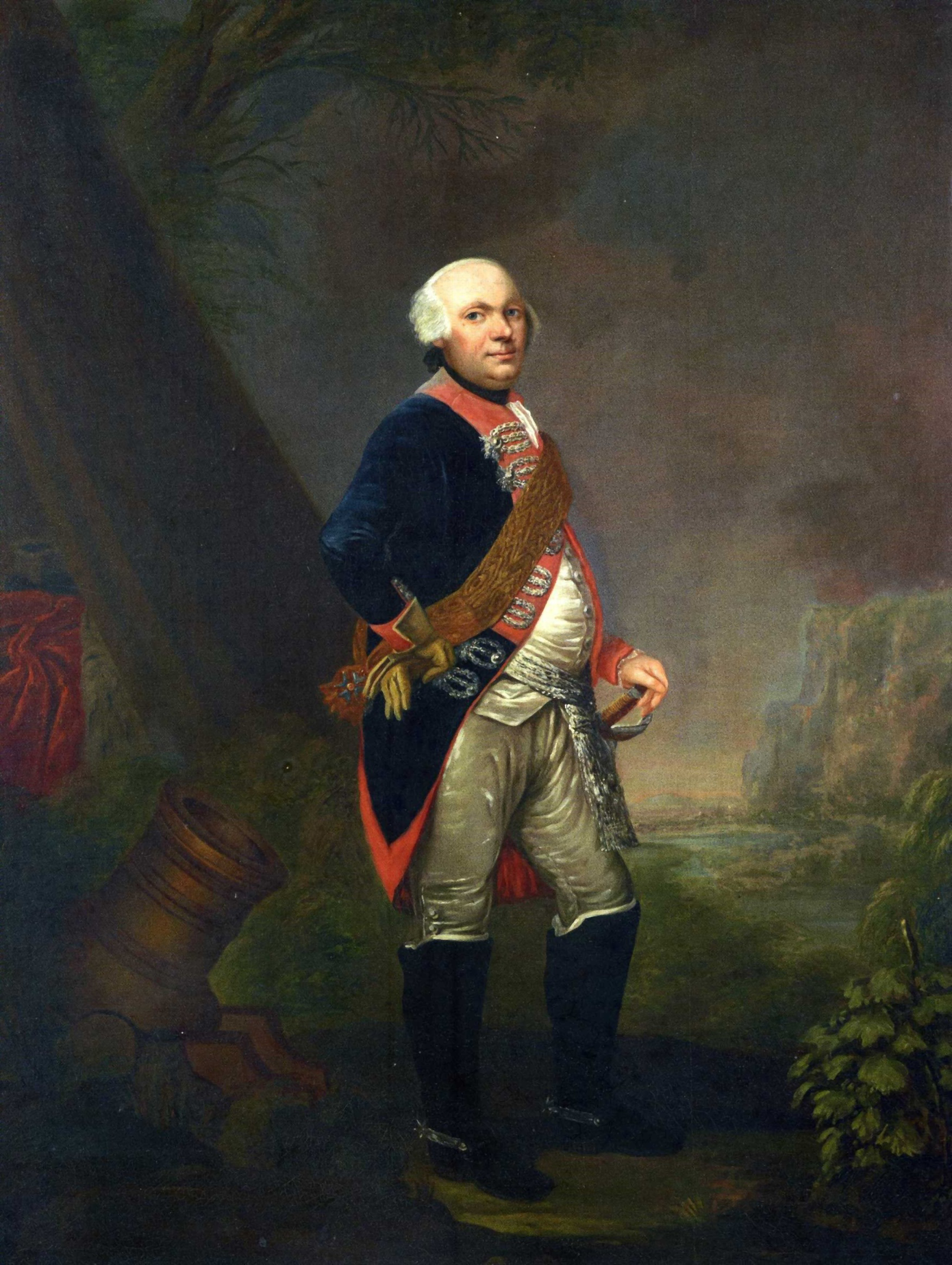
فريدرش فيلهلم الثاني ملك بروسيا، بريشة الرسامة آنا دوروثيا ثربوش.

كان الغزو البروسي لهولندا حملة عسكرية بروسية، في سبتمبر وأكتوبر 1787، لاستعادة منصب أمين المدينة الأوراني، بالجمهورية الهولندية، ضد صعود الحركة الوطنية الديمقراطية.

## مقدمات دبلوماسية
كان هاريس، في هذه الأثناء، في مدينة لاهاي، قلقًا بشأن قلة الأخبار عن الأميرة. كان يلعب بأوراق اللعب مع المبعوث الفرنسي فيراك في ذلك المساء، وكان بعيدًا عن مستواه في اللعب حتى أنه خسر الكثير من المال. بمجرد أن تلقى نبأ اعتراض سبيلها، استعاد رباطة جأشه، وبدأ يستغل الوضع، وهو ما أكد شكوك الفرنسيين والوطنيين في تآمره طوال الوقت لإحداث الواقعة، وأن الأمر لم يكن مجرد استفزاز. كان هذا ما اتفقت بشأنه الآراء إلى حد ما في الأوساط الدبلوماسية في لاهاي، وإن اختلفت الفرضيات بشأن من هو المتآمر بالفعل.
على أي حال، كتبت الأميرة، في 29 يونيو، من مدينة نايميخن، رسائل شكوى إلى ابن شقيق زوجها الملك جورج الثالث، ملك المملكة المتحدة، وشقيقها، ملك بروسيا، الملك فريدرش فيلهلم الثاني. كان لزوجها القليل من المساعدة: فقد كتب إلى ابنته، الأميرة لويز: «لقد وقعت المصيبة التي توقعتها… لقد كنت دومًا ضد هذه الرحلة، وإنه، لسوء حظي، لعزاء كبير، أنني فعلت ما في وسعي لإيقافها، ولثني والدتك عن هذه المجازفة الخطيرة».
رغم أن الأميرة لم تتوقع الكثير من شقيقها في البداية، إلا أنها تلقت ردًا إيجابيا بشأن رسالتها. أعطى الملك الجديد، منذ وفاة سلفه فريدرش العظيم في العام السابق، أملًا جديدًا لحزب البلاط الموالي لبريطانيا بشأن الوزير هرتسبرغ، مقللًا من تأثير حزب الوزير فينكنشتاين الموالي لفرنسا والمنافس لهرتسبرغ. كان هرتسبرغ معارضًا للتحالف بين فرنسا والنمسا، الذي كان له اليد العليا في القارة الأوروبية في ذلك الوقت، والانفراج الدولي الذي حافظ عليه الملك البروسي القديم مع فرنسا، الذي منع بروسيا، في السابق، من كل تدخل عدواني في الجمهورية الهولندية من شأنه أن يسيء لفرنسا. أفادته حادثة الأميرة دون قصد. كان الغضب هو الدافع الأول لفريدريك ويليام، وقد أصدر تعليماته إلى المبعوث البروسي في لاهاي، ثوليماير، بالاحتجاج أمام برلمان هولندا على إهانة شقيقته، ومطالبة مجالس هولندا بفعل ما يرضيها، وذلك رغم أن هذا الاحتجاج لم يكن قد اتخذ شكل الإنذار.
أدركت الأميرة ما يمكن فعله على الفور: فكتبت خطابًا إلى شقيقها في 13 يوليو اقترحت فيه أنه سيستغل الوضع لاحقًا لإعادة زوجها إلى منصب النقيب العام وتحرير الجمهورية من الوطنيين. لكنها بالغت في الأمر، لاهتمام فريدريك في هذا الوقت بالاعتذار فحسب، ولم يخلط ذلك بشيء قد يفشل محاولات الوساطة التي قامت بها فرنسا وبروسيا في السابق. سمع ستامفورد، الذي نقل رسالة الأميرة بخط يده، الملك يصرخ: «… تريد أن تجرني إلى حرب، لكنني سأريها أنني لست منقادًا لها». كان للمبعوث ثولماير كذلك دور في التهدئة، بطرق مشبوهة، إذ أنه كذب على السياسيين الهولنديين وعلى حكومته بشأن ما قاله أي منهما بالفعل، وذلك لتهدئة التوتر بين الجانبين. عندما علمت الأميرة بهذه المسرحية المزدوجة، بدأت العمل على استدعاء ثولماير. حاول ثولماير كذلك تهدئة الحماسة البروسية عبر المبالغة في الشائعات حول الاستعدادات الفرنسية للحرب، في حالة التدخل البروسي، بإنشاء معسكر مسلح في جيفت على الحدود بين فرنسا وأسقفية أمير لييج المحايدة، التي قدمت مسارًا نظريًا للجيش الفرنسي إلى هولندا، متحايلًا على هولندا النمساوية.
لم يكن المعسكر في جيفت من نسج خيالات الناس، إذ كان أول رد من الحكومة الفرنسية على لغة التهديد من الملك البروسي (وتحركات القوات البروسية باتجاه الحدود الهولندية في فيزل) هو إقامة مثل هذا المعسكر، وحامية ذات قوة عسكرية هائلة (15,000 رجل). تسببت شائعات يوم 29 يونيو في إصدار الحكومة البريطانية مذكرة تهديد دبلوماسية أدت إلى إيقاف فرنسا. تظاهر الفرنسيون، في ذلك الوقت، بأن الحشد العسكري المزعوم كان يهدف إلى «تدريب القوات» فحسب، وبتوقف الاستعدادات بالفعل. لكن يبدو أن مجلس الوزراء الفرنسي ناقش بجدية، قرب نهاية يوليو، خطة تشكيل مثل هذه القوة. كان وزير الخارجية، مونتمورين، ووزير الحرب، دي سيغور، مؤيدين للخطة، ولكن وزير المالية بريان اعترض عليها، لعدم وجود المال. لم يكن معسكر جيفت، منذ ذلك الوقت، سوى مجرد خدعة فرنسية لإبقاء البروسيين والبريطانيين في حالة تفكير، والوطنيين في حالة أمل.

## التداعيات
أدى الغزو البروسي إلى استعادة منصب أمين المدينة الأوراني، معيدًا ويليام الخامس إلى السلطة، وتسبب في فرار العديد من الوطنيين إلى فرنسا. عاد الوطنيون (يطلقون على أنفسهم حاليا اسم «الباتافيون») عام 1795، بدعم من القوات الفرنسية الثورية، ما أدى إلى الثورة الباتافية والإطاحة بالنظام الأوراني. استُبدلت الجمهورية الهولندية القديمة بالجمهورية الباتافية.